# IWGP Heavyweight Championship
El IWGP Heavyweight Championship (Campeonato Peso Pesado de la IWGP, en español) fue un campeonato mundial de lucha libre profesional creado y utilizado por la compañía japonesa New Japan Pro-Wrestling (NJPW), "IWGP" es el acrónimo del organismo rector de NJPW, el International Wrestling Grand Prix (Gran Premio Internacional de Lucha Libre, en español). El cetro fue presentado el 12 de junio de 1987, siendo Antonio Inoki, el primer campeón. El último campeón fue Kota Ibushi, quien unificó el título con el Campeonato Intercontinental de la IWGP luego de defenderlo por última vez ante El Desperado en el evento 49th Anniversary Event.
Hasta la fecha de su retiro, fue el segundo campeonato individual en actividad de mayor antigüedad dentro de la compañía, siendo el primero el Campeonato Peso Pesado Junior de la IWGP, y se presenta como el de mayor prestigio. Los combates por el campeonato suelen ser el main event de los eventos pago por visión (PPV) de la empresa, incluido Wrestle Kingdom, el evento más importante de la New Japan Pro-Wrestling. De todas las ediciones de Wrestle Kingdom, en 13 ocasiones una lucha por este campeonato ha cerrado el evento.

## Historia
Una versión temprana de este campeonato fue introducida el año 1983 para el ganador de la edición de ese año de la IWGP League. Desde entonces, ese campeonato se defendió anualmente contra el ganador de la IWGP League del año correspondiente. El actual Campeonato Peso Pesado de la IWGP fue introducido finalmente el año 1987, reemplazando la versión anterior. El primer campeón fue Antonio Inoki, quien derrotó a Masa Saito el 12 de junio de 1987 en la final de un torneo. Esta versión actual se defiende regularmente y es el campeonato más importante de NJPW.
A lo largo de la historia del campeonato, varios luchadores se han visto obligados a abandonar el título debido a la imposibilidad de defenderlo. Cuando un luchador está lesionado o no pueden competir por otras razones, se realiza un torneo para obtener un nuevo campeón. En 2006, al entonces campeón Brock Lesnar le fue arrebatado el título por negarse a defenderlo, alegando que NJPW le debía dinero. La compañía pasó a coronar a un nuevo campeón, mientras que Lesnar mantuvo la posesión del cinturón físico del campeonato. Lesnar firmó en 2007 con la nueva promoción de Inoki, la Inoki Genome Federation (IGF), perdiendo el título contra Kurt Angle en la primera transmisión televisiva de la compañía, posteriormente Angle perdería una lucha de unificación contra Shinsuke Nakamura, el campeón reconocido por NJPW.

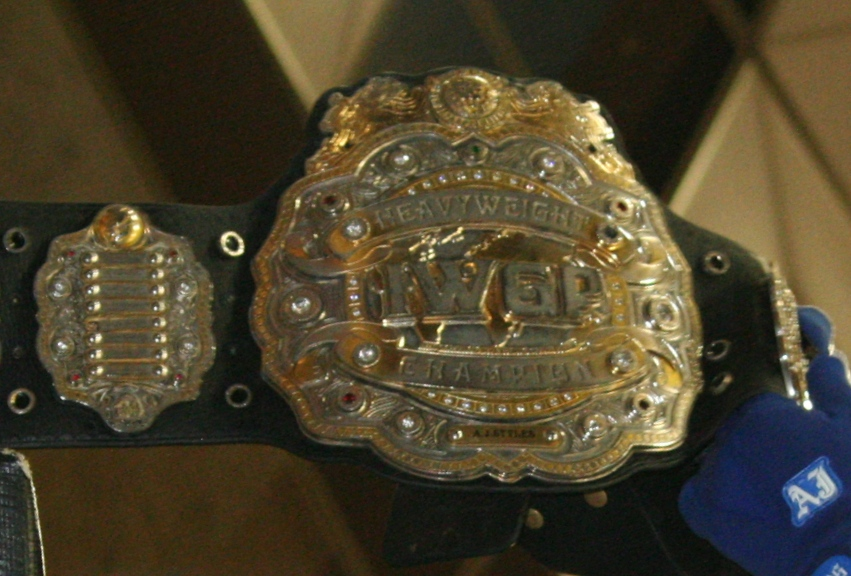
Último diseño del campeonato.

El campeonato ha sido representado por cuatro diseños de cinturón diferentes, siendo introducido en marzo de 2008 el diseño actual del campeonato. Por lo demás, el título forma parte de lo que se conoce como Campeón de Tres Coronas (新日本トリプルクラウン Shin Nihon Toripuru Kuraun, en japonés; Triple Corona de New Japan, en español), junto con el Campeonato Intercontinental de la IWGP y el Campeonato de Peso Abierto NEVER.
Hiroshi Tanahashi tiene el récord de más reinados con 8, además poseía el récord de más defensas exitosas en un solo reinado con 11, sin embargo, en 2018, Kazuchika Okada superó dicho récord de defensas en su cuarto reinado con 12 defensas exitosas, y al año siguiente también lo superó en el récord de más defensas totales con 29.
El 3 de abril de 2020, el título se convirtió en el primer campeonato no estadounidense en ser reconocido como campeonato mundial por la revista Pro Wrestling Illustrated.

## Campeones

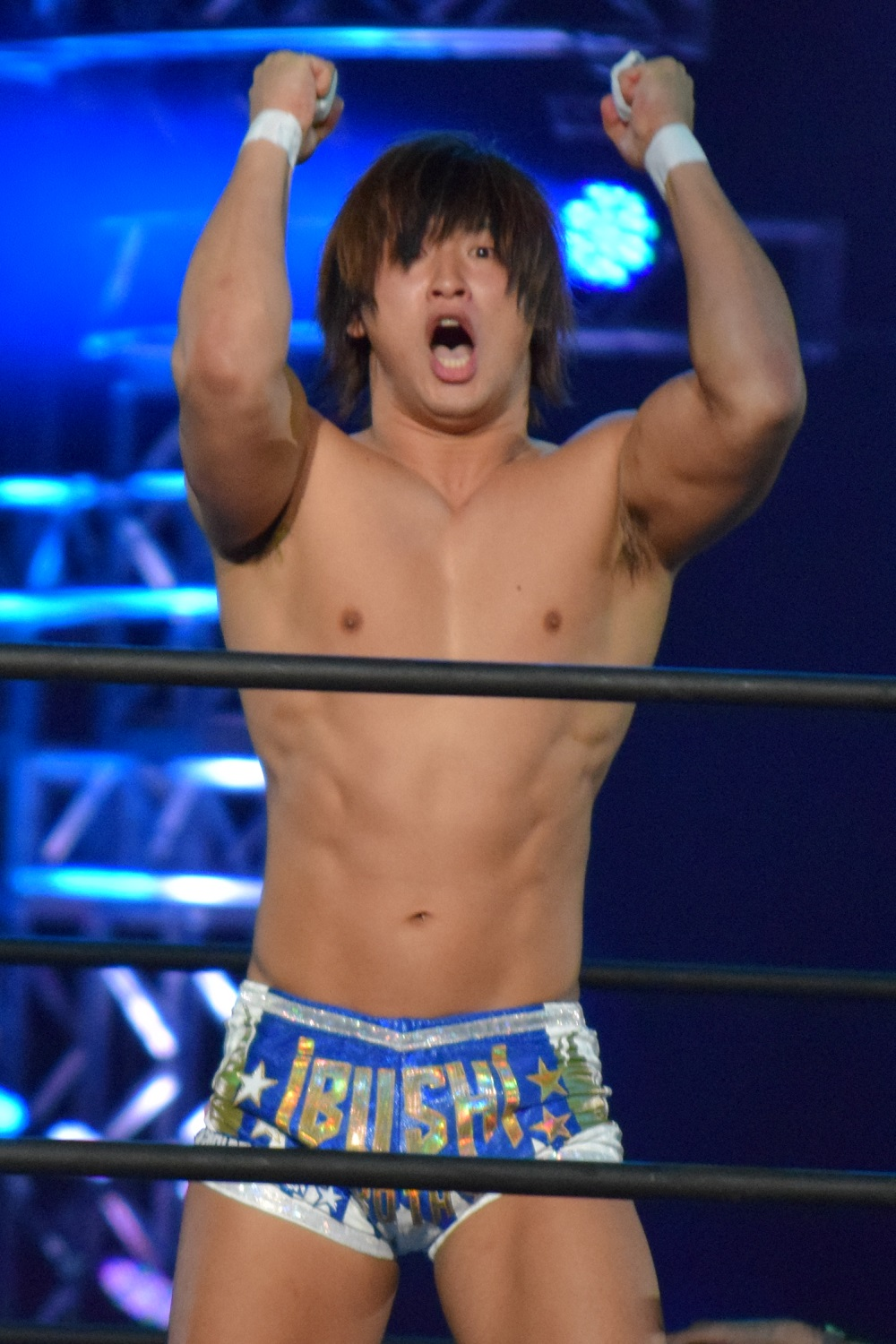
Kota Ibushi fue el último campeón en 2021, unificándolo con el Campeonato Intercontinental de la IWGP.

El Campeonato Peso Pesado de la IWGP es el campeonato máximo de la NJPW, creado en 1987. El campeón inaugural fue Antonio Inoki, quien derrotó a Masa Saito en la final de un torneo en el evento IWGP Champion Series 1987, y desde entonces ha habido 31 distintos campeones oficiales, repartidos en 73 reinados en total. Además, el campeonato ha sido declarado vacante en diez ocasiones a lo largo de su historia. Big Van Vader, Salman Hashimikov, Scott Norton, Bob Sapp, Brock Lesnar, A.J. Styles, Kenny Omega y Jay White son los ocho luchadores no japoneses que han ostentado el título, siendo Hashimikov el primero y único campeón nacido en la Unión Soviética.
El reinado más largo en la historia del título le pertenece a Kazuchika Okada, quien mantuvo el campeonato por 720 días en su cuarto reinado. Por otro lado, el reinado más corto en la historia lo posee Kensuke Sasaki, con solo 16 días.
En cuanto a los días en total como campeón (un acumulado entre la suma de todos los días de los reinados individuales de cada luchador), Kazuchika Okada también posee el primer lugar, con 1790 días como campeón entre sus cinco reinados. Le siguen Hiroshi Tanahashi (1396 días en sus ocho reinados), Keiji Mutoh (1238 días en 2 reinados), Shinya Hashimoto (1052 en su primer reinado) y Tatsumi Fujinami (785 días en sus seis reinados). Además, seis luchadores fueron campeones durante más de un año de manera ininterrumpida: Shinya Hashimoto (en dos ocasiones, 368 y 489 días), Kazuchika Okada (en dos ocasiones, 391 y 720 días), Hiroshi Tanahashi (404 días), The Great Muta (404 días), Yuji Nagata (392 días) y Big Van Vader (374 días).
El campeón más joven en la historia es Shinsuke Nakamura, quien a los 23 años y 288 días derrotó a Hiroyoshi Tenzan en Battle Final 2003. En contraparte, el campeón más viejo es Genichiro Tenryu, quien a los 49 años y 311 días derrotó a Keiji Mutoh en Wrestling World 1999. En cuanto al peso de los campeones, Big Van Vader es el más pesado con 181 kilogramos, mientras que Nobuhiko Takada es el más liviano con 91 kilogramos.
Por último, Hiroshi Tanahashi es el luchador que más reinados posee con 8, seguido de lejos por Tatsumi Fujinami (6), Kensuke Sasaki y Kazuchika Okada (5), Keiji Mutoh y Hiroyoshi Tenzan (con 4 cada uno).

### Lista de campeones
| N.º | Campeón            | Lucha                    | Lucha                                    | Lucha                  | Estadísticas | Estadísticas | Estadísticas      | Notas y referencias |
| N.º | Campeón            | Fecha                    | Evento                                   | Ubicación              | Reinado      | Días         | Defensas exitosas | Notas y referencias |
| --- | ------------------ | ------------------------ | ---------------------------------------- | ---------------------- | ------------ | ------------ | ----------------- | --- |
| 1   | Antonio Inoki      | 12 de junio de 1987      | Summer Big Fight Series 1987             | Tokio, Japón           | 1            | 325          | 4                 | Derrotó a Masa Saito en la final de un torneo. |
| —   | Vacante            | 2 de mayo de 1988        | —                                        | —                      | —            | —            | —                 | Debido a una lesión de Inoki en su pie izquierdo. |
| 2   | Tatsumi Fujinami   | 8 de mayo de 1988        | Super Fight Series 1988                  | Tokio, Japón           | 1            | 19           | 1                 | Derrotó a Big Van Vader por el campeonato vacante. |
| —   | Vacante            | 27 de mayo de 1988       | —                                        | —                      | —            | —            | —                 | Fue declarado vacante luego de que la defensa titular ante Riki Chōshū terminó en un no contest. |
| 3   | Tatsumi Fujinami   | 24 de junio de 1988      | IWGP Champion Series 1988                | Osaka, Japón           | 2            | 285          | 7                 | Derrotó a Chōshū para ganar el título vacante. |
| —   | Vacante            | 5 de abril de 1989       | —                                        | —                      | —            | —            | —                 | El título fue declarado vacante para llevarse a cabo un torneo que decidiera a un nuevo campeón. |
| 4   | Big Van Vader      | 24 de abril de 1989      | Battle Satellite in Tokyo Dome           | Tokio, Japón           | 1            | 31           | 0                 | Derrotó a Shinya Hashimoto en la final de un torneo. |
| 5   | Salman Hashimikov  | 25 de mayo de 1989       | Battle Satellite 1989 in Osaka Dome      | Osaka, Japón           | 1            | 48           | 0                 | [ 17 ] |
| 6   | Riki Chōshū        | 12 de julio de 1989      | Summer Fight Series 198                  | Osaka, Japón           | 1            | 29           | 0                 | [ 18 ] |
| 7   | Big Van Vader      | 10 de agosto de 1989     | Fighting Satellite of 1989               | Tokio, Japón           | 2            | 374          | 4                 | [ 19 ] |
| 8   | Riki Chōshū        | 19 de agosto de 1990     | Summer Night Fever II                    | Tokio, Japón           | 2            | 129          | 1                 | [ 20 ] |
| 9   | Tatsumi Fujinami   | 26 de diciembre de 1990  | King of Kings                            | Hamamatsu, Japón       | 3            | 22           | 0                 | [ 21 ] |
| 10  | Big Van Vader      | 17 de enero de 1991      | New Year Dash 1991                       | Yokohama, Japón        | 3            | 46           | 0                 | [ 22 ] |
| 11  | Tatsumi Fujinami   | 4 de marzo de 1991       | Big Fight Series 1991                    | Hiroshima, Japón       | 4            | 306          | 3                 | [ 23 ] |
| 12  | Riki Chōshū        | 4 de enero de 1992       | WCW/New Japan Supershow II               | Tokio, Japón           | 3            | 225          | 4                 | [ 24 ] |
| 13  | The Great Muta     | 16 de agosto de 1992     | G1 Climax Special 1992                   | Fukuoka, Japón         | 1            | 400          | 5                 | [ 25 ] |
| 14  | Shinya Hashimoto   | 20 de septiembre de 1993 | G1 Climax Special 1993                   | Nagoya, Japón          | 1            | 196          | 4                 | [ 26 ] |
| 15  | Tatsumi Fujinami   | 4 de abril de 1994       | Battle Line Kyushu                       | Hiroshima, Japón       | 5            | 27           | 0                 | [ 27 ] |
| 16  | Shinya Hashimoto   | 1 de mayo de 1994        | Wrestling Dontaku 1994                   | Fukuoka, Japón         | 2            | 367          | 9                 | [ 28 ] |
| 17  | Keiji Mutoh        | 3 de mayo de 1995        | Wrestling Dontaku 1995                   | Fukuoka, Japón         | 2            | 246          | 5                 | Antes conocido como The Great Muta. |
| 18  | Nobuhiko Takada    | 4 de enero de 1996       | Wrestling World 1996                     | Tokio, Japón           | 1            | 116          | 1                 | [ 30 ] |
| 19  | Shinya Hashimoto   | 29 de abril de 1996      | Battle Formation                         | Tokio, Japón           | 3            | 489          | 7                 | [ 31 ] |
| 20  | Kensuke Sasaki     | 31 de agosto de 1997     | Final Power Hall in Yokohama             | Yokohama, Japón        | 1            | 216          | 3                 | [ 32 ] |
| 21  | Tatsumi Fujinami   | 4 de abril de 1998       | Antonio Inoki Retirement                 | Tokio, Japón           | 6            | 126          | 2                 | [ 33 ] |
| 22  | Masahiro Chono     | 8 de agosto de 1998      | Rising the Next Generation in Osaka Dome | Osaka, Japón           | 1            | 44           | 0                 | [ 34 ] |
| —   | Vacante            | 21 de septiembre de 1998 | —                                        | —                      | —            | —            | —                 | Debido a una lesión en el cuello de Chono. |
| 23  | Scott Norton       | 23 de septiembre de 1998 | Big Wednesday                            | Yokohama, Japón        | 1            | 103          | 4                 | Derrotó a Yuji Nagata por el campeonato vacante. |
| 24  | Keiji Mutoh        | 4 de enero de 1999       | Wrestling World 1999                     | Tokio, Japón           | 3            | 340          | 5                 | [ 36 ] |
| 25  | Genichiro Tenryu   | 10 de diciembre de 1999  | Battle Final 1999                        | Osaka, Japón           | 1            | 25           | 0                 | [ 37 ] |
| 26  | Kensuke Sasaki     | 4 de enero de 2000       | Wrestling World 2000                     | Tokio, Japón           | 2            | 279          | 5                 | [ 38 ] |
| —   | Vacante            | 9 de octubre de 2000     | —                                        | —                      | —            | —            | —                 | Fue declarado vacante después de que Sasaki perdiera una lucha no titular ante Toshiaki Kawada en el evento Do Judge!!. |
| 27  | Kensuke Sasaki     | 4 de enero de 2001       | Wrestling World 2001                     | Tokio, Japón           | 3            | 72           | 1                 | Derrotó a Toshiaki Kawada en la final de un torneo. |
| 28  | Scott Norton       | 17 de marzo de 2001      | Hyper Battle 2001                        | Nagoya, Japón          | 2            | 23           | 0                 | [ 40 ] |
| 29  | Kazuyuki Fujita    | 9 de abril de 2001       | Strong Style 2001                        | Osaka, Japón           | 1            | 270          | 2                 | [ 41 ] |
| —   | Vacante            | 4 de enero de 2002       | —                                        | —                      | —            | —            | —                 | Debido a una lesión de tendón de Aquiles de Fujita. |
| 30  | Tadao Yasuda       | 16 de febrero de 2002    | Fighting Spirit 2002                     | Tokio, Japón           | 1            | 48           | 1                 | Derrotó a Yuji Nagata en la final de un torneo. |
| 31  | Yuji Nagata        | 5 de abril de 2002       | Toukon Special                           | Tokio, Japón           | 1            | 392          | 10                | [ 43 ] |
| 32  | Yoshihiro Takayama | 2 de mayo de 2003        | Ultimate Crush                           | Tokio, Japón           | 1            | 185          | 3                 | El Campeonato Peso Pesado de la NWF de Takayama también estuvo en juego. |
| 33  | Hiroyoshi Tenzan   | 3 de noviembre de 2003   | Yokohama Dead Out                        | Yokohama, Japón        | 1            | 36           | 0                 | [ 45 ] |
| 34  | Shinsuke Nakamura  | 9 de diciembre de 2003   | Battle Final 2003                        | Osaka, Japón           | 1            | 58           | 1                 | El 4 de enero de 2004, unificó el título con el Campeonato Peso Pesado de la NWF tras derrotar a Yoshihiro Takayama. |
| —   | Vacante            | 5 de febrero de 2004     | —                                        | —                      | —            | —            | —                 | Debido a que Nakamura sufrió varias lesiones. |
| 35  | Hiroyoshi Tenzan   | 15 de febrero de 2004    | Fighting Spirit 2004                     | Tokio, Japón           | 2            | 26           | 1                 | Derrotó a Genichiro Tenryu en la final de un torneo. |
| 36  | Kensuke Sasaki     | 12 de marzo de 2004      | Hyper Battle 2004                        | Tokio, Japón           | 4            | 16           | 0                 | [ 48 ] |
| 37  | Bob Sapp           | 28 de marzo de 2004      | King of Sports                           | Tokio, Japón           | 1            | 66           | 1                 | [ 49 ] |
| —   | Vacante            | 2 de junio de 2004       | —                                        | —                      | —            | —            | —                 | Declarado vacante luego de que Sapp perdiera una pelea de artes marciales mixtas contra Kazuyuki Fujita en K-1. |
| 38  | Kazuyuki Fujita    | 5 de junio del 2004      | The Crush II                             | Osaka, Japón           | 2            | 126          | 1                 | Derrotó a Hiroshi Tanahashi por el campeonato vacante. |
| 39  | Kensuke Sasaki     | 9 de octubre de 2004     | Pro-Wrestlers Be Strongest               | Tokio, Japón           | 5            | 64           | 2                 | [ 51 ] |
| 40  | Hiroyoshi Tenzan   | 12 de diciembre de 2004  | Battle Final                             | Nagoya, Japón          | 3            | 70           | 0                 | [ 52 ] |
| 41  | Satoshi Kojima     | 20 de febrero de 2005    | New Year Gold Series                     | Tokio, Japón           | 1            | 83           | 1                 | El Campeonato Mundial Peso Pesado de la Triple Corona de Kojima también estuvo en juego. |
| 42  | Hiroyoshi Tenzan   | 14 de mayo de 2005       | Nexess VI                                | Tokio, Japón           | 4            | 65           | 1                 | [ 54 ] |
| 43  | Kazuyuki Fujita    | 18 de julio de 2005      | Summer Fight Series                      | Sapporo, Japón         | 3            | 82           | 0                 | [ 55 ] |
| 44  | Brock Lesnar       | 8 de octubre de 2005     | Toukon Souzou New Chapter                | Tokio, Japón           | 1            | 280          | 3                 | Fue un Triple Threat match, el cual incluyó a Kazuyuki Fujita y Masahiro Chono. |
| —   | Vacante            | 15 de julio de 2006      | —                                        | —                      | —            | —            | —                 | Debido a que Lesnar se negó a regresar y defenderlo nuevamente. Lesnar mantuvo el cinturón físico del campeonato, y más tarde fue reconocido por la Inoki Genome Federation (IGF) como su primer campeón, utilizando el mismo cinturón. |
| 45  | Hiroshi Tanahashi  | 17 de julio de 2006      | Circuit 2006 Turbulance                  | Sapporo, Japón         | 1            | 270          | 4                 | Derrotó a Giant Bernard en la final de un torneo. |
| 46  | Yuji Nagata        | 13 de abril de 2007      | Circuit 2007 New Japan Brave Tour        | Osaka, Japón           | 2            | 178          | 2                 | [ 58 ] |
| 47  | Hiroshi Tanahashi  | 8 de octubre de 2007     | Explosion '07                            | Tokio, Japón           | 2            | 88           | 1                 | [ 59 ] |
| 48  | Shinsuke Nakamura  | 4 de enero de 2008       | Wrestle Kingdom II                       | Tokio, Japón           | 2            | 114          | 2                 | El 17 de febrero, unificó el título con la versión de la IGF del Campeonato Peso Pesado de la IWGP tras derrotar a Kurt Angle. |
| 49  | Keiji Mutoh        | 27 de abril de 2008      | Circuit 2008 New Japan Brave Tour        | Osaka, Japón           | 4            | 252          | 4                 | [ 61 ] |
| 50  | Hiroshi Tanahashi  | 4 de enero de 2009       | Wrestle Kingdom III                      | Tokio, Japón           | 3            | 122          | 3                 | [ 62 ] |
| 51  | Manabu Nakanishi   | 6 de mayo de 2009        | Dissidence                               | Tokio, Japón           | 1            | 45           | 0                 | [ 63 ] |
| 52  | Hiroshi Tanahashi  | 20 de junio de 2009      | Dominion 6.20                            | Osaka, Japón           | 4            | 58           | 1                 | [ 64 ] |
| —   | Vacante            | 17 de agosto de 2009     | —                                        | —                      | —            | —            | —                 | Debido a una lesión de cuenca ocular de Tanahashi. |
| 53  | Shinsuke Nakamura  | 27 de septiembre de 2009 | Circuit 2009 New Japan Generation Tour   | Kōbe, Japón            | 3            | 218          | 6                 | Derrotó a Togi Makabe en la final de un torneo. |
| 54  | Togi Makabe        | 3 de mayo de 2010        | Wrestling Dontaku                        | Fukuoka, Japón         | 1            | 161          | 3                 | [ 66 ] |
| 55  | Satoshi Kojima     | 11 de octubre de 2010    | Destruction '10                          | Tokio, Japón           | 2            | 85           | 1                 | [ 67 ] |
| 56  | Hiroshi Tanahashi  | 4 de enero de 2011       | Wrestle Kingdom V                        | Tokio, Japón           | 5            | 404          | 11                | [ 68 ] |
| 57  | Kazuchika Okada    | 12 de febrero de 2012    | The New Beginning                        | Osaka, Japón           | 1            | 125          | 2                 | [ 69 ] |
| 58  | Hiroshi Tanahashi  | 16 de junio de 2012      | Dominion 6.16                            | Osaka, Japón           | 6            | 295          | 7                 | [ 70 ] |
| 59  | Kazuchika Okada    | 7 de abril de 2013       | Invasion Attack                          | Tokio, Japón           | 2            | 391          | 8                 | [ 71 ] |
| 60  | A.J. Styles        | 3 de mayo de 2014        | Wrestling Dontaku                        | Fukuoka, Japón         | 1            | 163          | 2                 | [ 72 ] |
| 61  | Hiroshi Tanahashi  | 13 de octubre de 2014    | King of Pro-Wrestling                    | Tokio, Japón           | 7            | 121          | 1                 | [ 73 ] |
| 62  | A.J. Styles        | 11 de febrero de 2015    | The New Beginning in Osaka               | Osaka, Japón           | 2            | 144          | 1                 | [ 74 ] |
| 63  | Kazuchika Okada    | 5 de julio de 2015       | Dominion 7.5 in Osaka-jo Hall            | Osaka, Japón           | 3            | 280          | 3                 | [ 75 ] |
| 64  | Tetsuya Naito      | 10 de abril de 2016      | Invasion Attack                          | Tokio, Japón           | 1            | 70           | 1                 | [ 76 ] |
| 65  | Kazuchika Okada    | 19 de junio de 2016      | Dominion 6.19 in Osaka-jo Hall           | Osaka, Japón           | 4            | 720          | 12                | Este es el reinado más largo de la historia. |
| 66  | Kenny Omega        | 9 de junio de 2018       | Dominion 6.9 in Osaka-jo Hall            | Osaka, Japón           | 1            | 209          | 3                 | Fue un 2-out-of-3 Falls Match. |
| 67  | Hiroshi Tanahashi  | 4 de enero de 2019       | Wrestle Kingdom 13                       | Tokio, Japón           | 8            | 38           | 0                 | Usó su oportunidad del G1 Climax. |
| 68  | Jay White          | 11 de febrero de 2019    | The New Beginning in Osaka               | Osaka, Japón           | 1            | 54           | 0                 | [ 80 ] |
| 69  | Kazuchika Okada    | 6 de abril de 2019       | G1 Supercard                             | Nueva York, Nueva York | 5            | 274          | 5                 | Esta fue la primera vez que el título cambió de manos fuera de Japón. |
| 70  | Tetsuya Naito      | 5 de enero de 2020       | Wrestle Kingdom 14 Día 2                 | Tokio, Japón           | 2            | 189          | 1                 | Fue un Winner Takes All Match, en donde el Campeonato Intercontinental de la IWGP de Naito también estuvo en juego. |
| 71  | Evil               | 12 de julio de 2020      | Dominion                                 | Osaka, Japón           | 1            | 48           | 1                 | Fue un Winner Takes All Match, en donde el Campeonato Intercontinental de la IWGP también estuvo en juego. |
| 72  | Tetsuya Naito      | 29 de agosto de 2020     | Summer Struggle in Jingu                 | Tokio, Japón           | 3            | 128          | 1                 | Fue un Winner Takes All Match, en donde el Campeonato Intercontinental de la IWGP también estuvo en juego. |
| 73  | Kota Ibushi        | 4 de enero de 2021       | Wrestle Kingdom 15 Día 1                 | Tokio, Japón           | 1            | 59           | 3                 | Fue un Winner Takes All Match, en donde el Campeonato Intercontinental de la IWGP también estuvo en juego. |
| —   | Unificado          | 4 de marzo de 2021       | —                                        | —                      | —            | —            | —                 | Con el Campeonato Intercontinental de la IWGP formando el Campeonato Mundial Peso Pesado de la IWGP. |

### Total de días con el título
La siguiente lista muestra el total de días que un luchador ha poseído el campeonato, si se suman todos los reinados que posee. 
| + | Indica al campeón actual |

| N.º | Campeón                      | Reinados | Núm. defensas | Total de días |
| --- | ---------------------------- | -------- | ------------- | ------------- |
| 1   | Kazuchika Okada              | 5        | 30            | 1790          |
| 2   | Hiroshi Tanahashi            | 8        | 28            | 1396          |
| 3   | Keiji Mutoh/The Great Muta   | 4        | 19            | 1238          |
| 4   | Shinya Hashimoto             | 3        | 20            | 1052          |
| 5   | Tatsumi Fujinami             | 6        | 13            | 785           |
| 6   | Kensuke Sasaki/Power Warrior | 5        | 13            | 647           |
| 7   | Yuji Nagata                  | 2        | 12            | 570           |
| 8   | Kazuyuki Fujita              | 2        | 3             | 478           |
| 9   | Big Van Vader                | 3        | 4             | 451           |
| 10  | Shinsuke Nakamura            | 3        | 9             | 390           |
| 11  | Tetsuya Naito                | 3        | 3             | 387           |
| 12  | Riki Choshu                  | 3        | 5             | 383           |
| 13  | Antonio Inoki                | 1        | 4             | 325           |
| 14  | A.J. Styles                  | 2        | 3             | 307           |
| 15  | Brock Lesnar                 | 1        | 3             | 280           |
| 16  | Kenny Omega                  | 1        | 3             | 209           |
| 17  | Hiroyoshi Tenzan             | 4        | 2             | 197           |
| 18  | Yoshihiro Takayama           | 1        | 3             | 185           |
| 19  | Satoshi Kojima               | 2        | 2             | 168           |
| 20  | Togi Makabe                  | 1        | 3             | 161           |
| 21  | Scott Norton                 | 2        | 4             | 126           |
| 22  | Nobuhiko Takada              | 1        | 1             | 116           |
| 23  | Bob Sapp                     | 1        | 1             | 66            |
| 24  | Kota Ibushi                  | 1        | 3             | 59            |
| 25  | Jay White                    | 1        | 0             | 54            |
| 26  | Tadao Yasuda                 | 1        | 1             | 48            |
| 26  | Salman Hashimikov            | 1        | 0             | 48            |
| 26  | Evil                         | 1        | 1             | 48            |
| 29  | Manabu Nakanishi             | 1        | 0             | 45            |
| 30  | Masahiro Chono               | 1        | 0             | 44            |
| 31  | Genichiro Tenryu             | 1        | 0             | 25            |

### Mayor cantidad de reinados
| Reinados | Luchador (es)                                                                                   |
| -------- | ----------------------------------------------------------------------------------------------- |
| 8 veces  | Hiroshi Tanahashi                                                                               |
| 6 veces  | Tatsumi Fujinami                                                                                |
| 5 veces  | Kensuke Sasaki, Kazuchika Okada                                                                 |
| 4 veces  | The Great Muta/Keiji Mutoh, Hiroyoshi Tenzan                                                    |
| 3 veces  | Big Van Vader, Kazuyuki Fujita, Riki Chōshū, Shinya Hashimoto, Shinsuke Nakamura, Tetsuya Naito |
| 2 veces  | Scott Norton, Yuji Nagata, Satoshi Kojima, A.J. Styles                                          |